# Championnat du Luxembourg de football de deuxième division 2023-2024
Navigation
Promotion d'Honneur 2022-2023 Promotion d'Honneur 2024-2025
La saison 2023-2024 de Promotion d'Honneur est la 110e édition de la deuxième division luxembourgeoise.

## Compétition

### Classement
Le classement est basé sur le barème de points classique (victoire à 3 points, match nul à 1, défaite à 0). Pour départager les égalités, on tient d'abord compte de la différence de buts générale, puis du nombre de buts marqués, puis des confrontations directes et enfin si la qualification ou la relégation est en jeu, les deux équipes jouent une rencontre d'appui sur terrain neutre.
| Rang | Équipe                             | Pts | J  | G  | N  | P  | Bp | Bc | Diff |
| ---- | ---------------------------------- | --- | -- | -- | -- | -- | -- | -- | ---- |
| 1    | SC Bettembourg                     | 57  | 30 | 18 | 3  | 9  | 68 | 44 | +24  |
| 2    | FC Rodange 91                      | 55  | 30 | 17 | 4  | 9  | 67 | 52 | +15  |
| 3    | US Rumelange                       | 50  | 30 | 14 | 8  | 8  | 59 | 51 | +8   |
| 4    | US Hostert R                       | 49  | 30 | 13 | 10 | 7  | 69 | 52 | +17  |
| 5    | Football Club Etzella Ettelbruck R | 48  | 30 | 13 | 9  | 8  | 46 | 26 | +20  |
| 6    | FC Berdenia Berbourg               | 42  | 30 | 12 | 6  | 12 | 38 | 41 | -3   |
| 7    | FC Koeppchen Wormeldange P         | 40  | 30 | 12 | 4  | 14 | 41 | 43 | -2   |
| 8    | FC Alisontia Steinsel              | 40  | 30 | 11 | 7  | 12 | 48 | 53 | -5   |
| 9    | FC Avenir Beggen P                 | 39  | 30 | 11 | 6  | 13 | 40 | 51 | -11  |
| 10   | FC Mamer 32                        | 38  | 30 | 10 | 8  | 12 | 54 | 49 | +5   |
| 11   | FC Jeunesse Canach                 | 37  | 30 | 10 | 7  | 13 | 42 | 54 | -12  |
| 12   | FC Résidence Walferdange           | 36  | 30 | 8  | 12 | 10 | 56 | 57 | -1   |
| 13   | FC Lorentzweiler P                 | 36  | 30 | 9  | 9  | 12 | 49 | 54 | -5   |
| 14   | FC Yellow Boys Weiler-la-Tour      | 35  | 30 | 8  | 11 | 11 | 53 | 65 | -12  |
| 15   | CS Grevenmacher                    | 34  | 30 | 9  | 7  | 14 | 54 | 64 | -10  |
| 16   | FC Blo-Wäiss Medernach             | 25  | 30 | 6  | 7  | 17 | 43 | 71 | -28  |

Montée en BGL Ligue
- 1er et 2e : Montée

- 2e et 4e : Barrages de promotion

Relégation en 1.Division
- 13e et 14e  : Barrages de relégation
- 15e et 16e  : Relégation

Abréviations

## Barrages

### Barrages de promotion
| Équipe 1       | Résultat        | Équipe 2          |
| -------------- | --------------- | ----------------- |
| UN Käerjéng 97 | 1 - 3           | US Hostert (PH)   |
| Fola Esch      | 2 - 2 (4-1 tab) | US Rumelange (PH) |

Légende des couleurs
- Le club se maintient en première division.
- Promotion en première division.
- Le club reste en deuxième division.
- Relégation en deuxième division.

### Barrages de relégation
| Équipe 1                      | Résultat | Équipe 2                |
| ----------------------------- | -------- | ----------------------- |
| FC Lorentzweiler              | 3 - 4    | FC Luxembourg City (D3) |
| FC Yellow Boys Weiler-la-Tour | 0 - 3    | US Feulen (D3)          |

Légende des couleurs
- Le club se maintient en deuxième division.
- Promotion en deuxième division.
- Le club reste en troisième division.
- Relégation en troisième division.

## Bilan de la saison
Le SC Bettembourg remporte le titre de champion de Promotion d'Honneur pour la deuxième fois de son histoire et monte en BGL Ligue avec le FC Rodange 91,,.